# بازین
بازین (به فرانسوی: Bazien) یک کمون (فرانسه) در فرانسه است که در canton of Rambervillers واقع شده‌است. بازین ۳٫۲۱ کیلومتر مربع مساحت دارد ۳۵۰ متر بالاتر از سطح دریا واقع شده‌است.